# Geistenbeck
Geistenbeck ist ein Stadtteil im Stadtbezirk Süd der kreisfreien Großstadt Mönchengladbach in Nordrhein-Westfalen.

## Lage
Der Stadtteil Geistenbeck liegt zwischen Rheydt und Odenkirchen relativ zentral im Mönchengladbacher Stadtgebiet. Im Westen wird Geistenbeck begrenzt durch die Bahntrasse von Rheydt Hbf in Richtung Wickrath (Aachen), im Osten durch die Bahntrasse von Rheydt Hbf in Richtung Odenkirchen (Köln) und im Süden von Geistenbecker Ring und Reststrauch.

## Infrastruktur
Die Entfernung zum Zentrum Rheydt beträgt etwa 2,5 km und zum Mönchengladbacher Zentrum 5,5 km.
Direkt nördlich von Geistenbeck liegt der Hauptbahnhof Rheydt mit Anbindung nach Köln, Aachen und Dahlheim (Heinsberg) sowie über Mönchengladbach Hauptbahnhof nach Venlo und ins Ruhrgebiet.
Die nächstgelegene Autobahnauffahrt Mönchengladbach-Wickrath (Anschlussstelle 13 der Autobahn 61) ist in wenigen Minuten in südwestlicher Richtung über die Wickrather Straße zu erreichen.
An den ÖPNV ist Geistenbeck durch die Buslinien 006, 014, 016, 020 und 022 der NEW angebunden.
Der Stadtteil weist überwiegend Wohnbebauung auf. Es gibt wenige Geschäfte des täglichen Bedarfs. Zentral gelegen sind die Gebäude der evangelischen und katholischen Kirchengemeinden jeweils mit Kindergarten. Weiter südlich befindet sich die Gemeinschaftsgrundschule Steinsstraße. Markante Gebäude in Geistenbeck sind der Kampanile der katholischen Kirche Heilig Geist und der an der Wickrather Straße gelegene denkmalgeschützte Wasserturm.
Die Vereins- und Trainingsstätte des Fußballclubs Germania 07 Geistenbeck liegt zentral im Stadtteil.
Im Süden von Geistenbeck verläuft der Papierbach durch das Geistenbecker Bruch und die Kanalisation in Richtung Osten, um in Odenkirchen in die Niers zu münden.

## Geschichte
Auf dem Gebiet des heutigen Stadtteils befanden sich ursprünglich die Wohnbezirke Geistenbeck, Kohr, Stappe und Reststrauch. Sie waren von Bruchgelände umgeben und durch schmale Wege miteinander verbunden. Mit zunehmender Bebauung benutzte man die Bezeichnung Geistenbeck für die gesamte Honschaft.
Aus dem Odenkirchener Grenzbeweistum aus dem Jahr 1561, in dem die Grenzen der Herrschaft Odenkirchen genau aufgezeichnet sind, ist die Zugehörigkeit der Honschaft Geistenbeck zum Haus Odenkirchen zu erkennen. Der Hof des Odenkirchener Vogtes lag in Geisenbeck an der Ecke Schroffstraße/Stapper Weg. Hier tagte das Odenkirchener Vogtgeding im Mittelalter dreimal im Jahr und ab 1538 bis zur Franzosenzeit jährlich am zweiten Montag nach dem 6. Januar.
Die Geistenbecker Gläubigen gehörten den jeweiligen Pfarren von Odenkirchen an, wobei die Katholiken Anfang des 20. Jahrhunderts die Initiative ergriffen, eine eigene Kirche für ihren Stadtteil zu bauen. Die Kirche Heilig Geist wurde im Jahr 1925 geweiht und 1953 zur Pfarrkirche erhoben.
Am Geistenbecker Papierbach lag im Kohr eine Papiermühle, die ihre Erzeugnisse an das Haus Odenkirchen lieferte. Sie wurde erstmals 1764/65 schriftlich erwähnt und existierte etwa bis zur Mitte des 19. Jahrhunderts.